# 矢野茜
矢野 茜（やの あかね、1992年2月24日 -　）は、日本の女性アニメーター、キャラクターデザイナー。千葉県出身。

## 来歴・人物
「物心ついた頃から、絵を描いていた」と語っている。
高校卒業後は、イタリアンレストランのウェイトレスとして働いていたが、仕事がうまくこなせずにいた。その時期にテレビアニメ『こばと。』を観て心を救われたこと、「やりたいことをやりなさい」と父親に言われたことで、アニメーターへの道を志した。
東京アニメーター学院を卒業後、アニメーション制作会社のフィール（feel.）へ入社。同社を退社した後は、project No.9など数社でアニメーター、キャラクターデザイナーとして活動している。仕事場と家が離れているため、仕事中は仕事場に数日間泊まり込むことが珍しくないという。
幼少期よりクラシックバレエを習っており、現在もレッスンを続けている。将来的には監督・キャラクターデザインに加えて、オリジナルアニメで自ら声優を務めることや主題歌を担当することが夢。
2022年7月、テレビアニメ「プリマドール」にて総作画監督と原画もしつつ黒猫役を演じる事になった。元々アフレコ収録での立会参加者。当日収録する黒猫役をどうするのか音響監督から監督に話をしていたが、多くの場合その時の声優が兼ねてする場合が多いも、監督が矢野さんで良いじゃないかと言われ周りもそれで良いとなり、黒猫役をする事になった。またこの事を本人がまんがにしてこういう経緯でする事になりましたと書いている。

## 主な参加作品

### テレビアニメ
2013年
- 僕は友達が少ないNEXT（第2原画）
- 翠星のガルガンティア（第2原画）
- 黒子のバスケ セカンドシーズン（-2014年、第2原画）

2014年
- メカクシティアクターズ（原画、第2原画）
- グリザイアの果実（作画監督、作画監督補佐、他）
- ニセコイ（作画監督、原画、第2原画）

2015年
- グリザイアの楽園（原画、オープニング作画）
- アイドルマスター シンデレラガールズ（原画）
- ニセコイ:（メインアニメーター、作画監督、他）

2016年
- ネトゲの嫁は女の子じゃないと思った?（キャラクターデザイン、総作画監督、他）
- ラブライブ!サンシャイン!!（原画）
- 3月のライオン（-2017年、作画監督、原画）

2018年
- りゅうおうのおしごと!（キャラクターデザイン、総作画監督、他）
- ゴブリンスレイヤー（原画）

2019年
- 超人高校生たちは異世界でも余裕で生き抜くようです!（キャラクターデザイン、総作画監督）
- 私、能力は平均値でって言ったよね（原画）

2020年
- 推しが武道館いってくれたら死ぬ（第2原画）

2021年
- 弱キャラ友崎くん（キャラクターデザイン、総作画監督、アイキャッチ、オープニング総作画監督、エンディング原画）

2022年
- プリマドール（キャラクターデザイン、総作画監督、原画、声の出演〈黒猫・子供C〉）

2023年
- 君のことが大大大大大好きな100人の彼女（キャラクターデザイン、総作画監督、原画、声の出演〈猫〉）

2024年
- 弱キャラ友崎くん 2nd STAGE（キャラクターデザイン、総作画監督）
- わんだふるぷりきゅあ!（原画）

### Webアニメ
2021年
- B：The Beginning Succession（キャラクターデザイン）